# Кеннель, Юлиус фон
Юлий Георгиевич фон Ке́ннель (нем. Julius von Kennel; 1854—1939) — немецкий зоолог и энтомолог, заслуженный профессор Дерптского университета.

## Биография
Родился 10 июня 1854 года в Гермерсхайме.
Учился в университете Вюрцбурга, где на него оказал влияние зоолог Карл Земпер. Затем он работал ассистентом Карла Августа Мёбиуса в Кильском университете (1876—1877) и после защиты диссертации вернулся в университет Вюрцбурга; с 1882 года — приват-доцент.
В 1879 году работал на неаполитанской зоологической станции.
В 1882—1883 годах он участвовал в исследовательской экспедиции на остров Тринидад, в Венесуэлу и район реки Ориноко. Затем преподавал в Королевской Баварской лесной академии в Ашаффенбурге.
В 1886 году приехал в Россию и поступил 24 октября на русскую службу. До 1926 года был профессором зоологии в Дерптском университете, получил звание заслуженного профессора. В 1888—1892 годах одним из его студентов был Викентий Вересаев, он пишет в своих «Воспоминаниях», что «зоологию дельно и с требовательностью читал профессор Юлиус фон Кеннель, в зоологическом кабинете мы препарировали у него ракушек и лягушек».
В 1898—1899 годах он был президентом Эстонского общества естествоиспытателей, а в 1922 году стал директором зоологического музея в Риге.
с 1 января 1910 года — действительный статский советник. был награждён российскими орденами Св. Станислава 2-й ст. (1894), Св. Анны 2-й ст. (1902), Св. Владимира 3-й ст. (1914).
В январе 1925 года он был избран членом академии «Леопольдина». Ю. Кеннель считался большим знатоком бабочек из группы Microlepidoptera, особенно семейства Листовёртки.
Умер 24 января 1939 года в Мюнхене.